# اردینگ
شهر اردینگ در ایالت بایرن در کشور آلمان واقع شده است.